# Echoes (skladba)
"Echoes" je skladba od anglické skupiny Pink Floyd, zahrnující dlouhé instrumentální pasáže, zvukové efekty a improvizaci. Skladba je dlouhá 23 minut a 31 sekund a zabrala tak celou druhou stranu původního vinylového vydání alba Meddle. Jako autoři jsou uvedeni všichni čtyři členové skupiny Roger Waters, Richard Wright, David Gilmour a Nick Mason.
Ve zkrácené verzi se objevila jako pátá skladba na výběrovém albu Echoes: The Best of Pink Floyd. "Echoes" je třetí nejdelší skladba od Pink Floyd, překonaly ji jen "Atom Heart Mother" (23:44) a spojené části skladby "Shine On You Crazy Diamond" (26:01). Oproti těmto skladbám není Echoes přímo členěna na jednotlivé části; nicméně při skládání byly použity samostatné fragmenty, které byly spojeny v jednu skladbu. Později byla rozdělena na dva díly, aby první posloužil jako otevírací a druhý jako zakončovací k filmu Pink Floyd v Pompejích.